# ヘルシンキ・オリンピックスタジアム

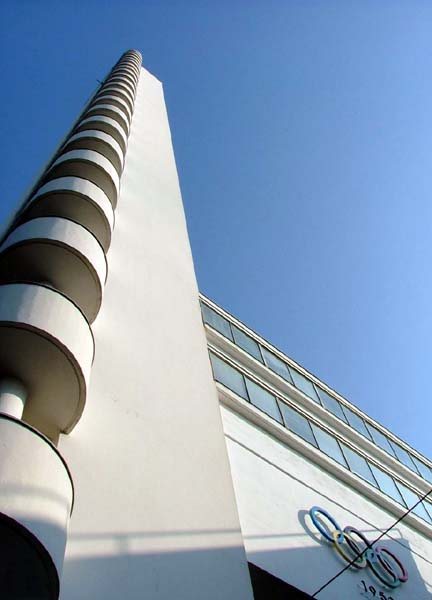
オリンピックスタジアム・タワー

ヘルシンキ・オリンピックスタジアム（Helsinki Olympic Stadium フィンランド語: Helsingin olympiastadion）は、フィンランドの首都・ヘルシンキにある陸上競技場およびフィンランドで最大のスタジアムである。その名の通り、1952年に開催されたヘルシンキオリンピックのメイン・スタジアムだった。一部は木造の仮建築で増設されたともいわれる。
なお、開催を返上した東京に代わる1940年のヘルシンキオリンピックでもメイン競技場として使用する予定だったが、第二次世界大戦のため大会自体が中止に追い込まれた。1983年と2005年の世界陸上競技選手権大会の会場にもなっており、サッカーフィンランド代表の主な試合会場にもなっている。
1934年から起工し、1938年に完成した。1990年から94年にかけて全面的に近代化され、さらに2005年の世界陸上の直前に改修された。収容人数は、ヘルシンキオリンピックでは当時7万人だったが、現在は36200人収容となっている。
スタジアムの傍には高さ72mのタワーがあり、ヘルシンキの市街を一望できる観光スポットとなっている。